# White City Stadium
Het White City-stadion is een voormalig olympisch en voetbalstadion in de wijk White City in Londen. Het stadion werd ter gelegenheid van de Olympische Zomerspelen 1908 gebouwd.

## Geschiedenis
In 1907 werd begonnen met de bouw van het stadion voor de Olympische Zomerspelen 1908 die in Londen zouden worden gehouden. Op 27 april 1908 werd het stadion door koning Eduard VII van het Verenigd Koninkrijk geopend. Verschillende disciplines van de Olympische Spelen van 1908 werden in het stadion gehouden. De renbaan van het stadion zou tot 1924 in gebruik blijven. In de jaren dertig heeft stadion enkele jaren dienstgedaan als voetbalstadion voor de plaatselijke club Queens Park Rangers. Tijdens de British Empire Games 1934 was ook het White City Stadium een van de sportaccommodaties.
Na de Tweede Wereldoorlog deed het stadion vaak dienst als atletiekstadion; zo wisten Derek Ibbotson en Christopher Chataway beiden een wereldrecord te lopen in het stadion. In de jaren zestig bespeelde QPR opnieuw een paar jaar het stadion. Tijdens het Wereldkampioenschap Voetbal 1966 werd de wedstrijd Uruguay-Frankrijk in het stadion gespeeld. Uiteindelijk werd het stadion in 1985 afgebroken en werd er op de plek studio's gebouwd voor de BBC.

## WK interland
| № | Datum        | Wedstrijd           | Uitslag | Competitie                | Toeschouwers |
| - | ------------ | ------------------- | ------- | ------------------------- | ------------ |
| 1 | 15 juli 1966 | Uruguay – Frankrijk | 2 – 1   | WK 1966 1e Groepsfase (A) | 45.662       |

## Trivia
- De Engelse band The Pogues schreven 1989 een lied voor het afbreken van het stadion, genaamd: White City.

Wembley Stadium (Londen) · White City Stadium (Londen) · Villa Park (Birmingham) · Hillsborough (Sheffield) · Old Trafford (Manchester) · Goodison Park (Liverpool) · Roker Park (Sunderland) · Ayresome Park (Middlesbrough)